# Palacio Municipal de Deportes de Inca
El Palacio Municipal de Deportes de Inca (Palau Municipal d'Esports d'Inca, en mallorquín) es una instalación deportiva situada en la localidad balear de Inca (España).
Cuenta con capacidad para 3000 espectadores y es el escenario en el que disputa sus encuentros como local el Bàsquet Ciutat d'Inca.